# Тувинское книжное издательство
«Туви́нское кни́жное изда́тельство» — советское и российское государственное издательство. Основано в 1930 году в Кызыле.

## История
28 июня 1930 года в соответствии с постановлением Отдела пропаганды и агитации Центрального комитета Тувинской народно-революционной партии и Совета министров Тувинской Народной Республики «О введении тувинской национальной письменности» было основано «Туви́нское госуда́рственное изда́тельство».
10 июня 1943 года в соответствии с постановлением Совета министров Тувинской Народной Республики издательство было преобразовано в «Госуда́рственное изда́тельство Туви́нской Наро́дной Респу́блики», 5 января 1945 года в соответствии с решением исполнительного комитета Тувинского областного Совета народных депутатов — в «Туви́нское областно́е изда́тельство». В 1953 году получило нынешнее название.
Министерство промышленности передало в подчинение издательству государственную типографию, Миссия СССР в Тувинской Народной Республике — Центральный книжный магазин. Также были открыты книжные магазины в Барун-Хемчикском, Улуг-Хемском, Пий-Хемском кожуунах. В 1963 году издательство перешло в подчинение Государственному комитету Совета министров РСФСР по печати. В 1930–1944 годах выпускало 3–51 наименование книг и брошюр ежегодно, в 1944–1991 годах — 36–117 наименований книг и брошюр ежегодно. Всего в 1930–2012 годах было выпущено 3000 наименований книг и брошюр общим тиражом 17 млн экз. 
Специализировалось на выпуске массово-политической, производственно-технической, сельскохозяйственной, художественной и детской литературы, учебной литературы для тувинских школ. Выпускало книжные серии «Классики русской и советской литературы», «Библиотека тувинской литературы», «Тува поэтическая».
12 июля 2005 года в соответствии с постановлением Правительства Республики Тыва издательство получило имя писателя Юрия Шойдаковича Кюнзегеша. В 2013 году в соответствии с решением Правительства Республики Тыва издательство перешло из подчинения Министерству земельного имущества в подчинение Министерству информации и связи. В 2019 году был начат капитальный ремонт здания издательства.
| Статистика по объёмам производства. 1974–2008 годы | Статистика по объёмам производства. 1974–2008 годы | Статистика по объёмам производства. 1974–2008 годы | Статистика по объёмам производства. 1974–2008 годы | Статистика по объёмам производства. 1974–2008 годы | Статистика по объёмам производства. 1974–2008 годы | Статистика по объёмам производства. 1974–2008 годы | Статистика по объёмам производства. 1974–2008 годы | Статистика по объёмам производства. 1974–2008 годы | Статистика по объёмам производства. 1974–2008 годы |
| —                                                  | 1974                                               | 1979                                               | 1980                                               | 1982                                               | 1983                                               | 1984                                               | 1985                                               | 1990                                               | 2008                                               |
| -------------------------------------------------- | -------------------------------------------------- | -------------------------------------------------- | -------------------------------------------------- | -------------------------------------------------- | -------------------------------------------------- | -------------------------------------------------- | -------------------------------------------------- | -------------------------------------------------- | -------------------------------------------------- |
| Книг и брошюр, печатных единиц                     | 77                                                 | 65                                                 | 77                                                 | 66                                                 | 60                                                 | 64                                                 | 53                                                 | 47                                                 | 37                                                 |
| Тираж, тыс. экз.                                   | 454,2                                              | 303                                                | 460,0                                              | 392,6                                              | 364,3                                              | 400,3                                              | 348,3                                              | 483,6                                              | 60,6                                               |
| Печатных листов-оттисков, тыс.                     | н. д.                                              | н. д.                                              | 4795,9                                             | 5867,1                                             | 4675,7                                             | 5584,7                                             | 5969,7                                             | 8993,5                                             | н. д.                                              |